# Левина, Марина Викторовна
Марина Викторовна Левина (род. 7 февраля 1965, Ленинский, Тульская область) — российский политик, сенатор Российской Федерации (2023—2024), представитель от законодательного (представительного) органа государственной власти Тульской области в Совете Федерации ФС РФ, член Комитета Совета Федерации по социальной политике.

## Биография
В 1987 г. окончила Тульский политехнический институт (ныне Тульский государственный университет).
В 1987—1993 гг. работала инженером-программистом завода им. Кирова (ПО «Тульский патронный завод»).
В 1993—1995 гг. — заведовала отделением центра соцобслуживания администрации Пролетарского района Тулы.
В 1995 г. — экономист товарищества с ограниченной ответственностью «Телефонстрой».
В 1995—1999 гг. — заместитель директора, директор центра соцреабилитации с приютом для несовершеннолетних детей и подростков.
В 1999—2000 гг. — ведущий специалист управления соцзащиты населения городской управы Тулы.
В 2000—2011 гг. — заместитель начальника отдела, начальник отдела департамента соцзащиты населения, консультант комитета по делам женщин и демографической политике, начальник отдела, заместитель директора департамента, первый заместитель директора областного департамента соцразвития.
С 2011 по 2012 г. работала заместителем директора департамента — начальником отдела организации реабилитации, соцпрофилактики, отдыха и оздоровления детей департамента соцразвития Министерства здравоохранения и соцразвития Тульской области.
С января по октябрь 2012 г. — председатель комитета Тульской области по семейной, демографической политике, опеке и попечительству.
С октября 2012 г. по октябрь 2014 г. — заместитель председателя правительства Тульской области, с октября 2014 г. по ноябрь 2015 г. — заместитель председателя правительства — министр труда и социальной защиты Тульской области, с ноября 2015 г. по июнь 2019 г. — заместитель председателя правительства Тульской области.

### Совет Федерации
В 2019—2020, 2020—2023 гг. — депутат Тульской областной думы VII созыва.
8 сентября 2019 г. была избрана в Тульскую областную думу VII созыва на основных выборах. Баллотировалась по списку партии «Единая Россия» в составе региональной группы № 3 под третьим номером. В облдуме возглавила комитет по социальной политике. В июле 2020 г. сложила депутатские полномочия досрочно в связи с решением переизбираться в региональный парламент на довыборах по Киреевскому одномандатному округу № 20.
13 сентября 2020 г. была вновь избрана депутатом Тульской областной думы VII созыва от «Единой России». Участвовала в дополнительных выборах в облдуму по одномандатному избирательному округу № 20, по итогам голосования получила 73,6 % голосов избирателей. В декабре 2020 г. была избрана первым заместителем председателя областной думы.
С 2023 г. — член Совета Федерации РФ (сенатор) от Тульской области. 28 сентября 2023 г. областная дума наделила Марину Левину полномочиями сенатора — представителя от законодательного органа власти региона, начиная с 30 сентября 2023 г. Ранее представлявший Тульскую облдуму сенатор Игорь Панченко скончался 26 июля 2023 г.